# Международный коммерческий арбитражный суд при Торгово-промышленной палате России
Международный коммерческий арбитражный суд при Торгово-промышленной палате России (МКАС) (англ. International Commercial Arbitration Court for Russian Chamber of Commerce (ICAC)) — самостоятельное постоянно действующее арбитражное учреждение (третейский суд), являющееся частью правового института международного коммерческого арбитража. МКАС разрешает коммерческие споры международного характера и осуществляет свою деятельность в соответствии с Законом Российской Федерации «О международном коммерческом арбитраже». МКАС является преемником Внешнеторговой арбитражной комиссии, образованной при Всесоюзной торговой палате в 1932 году. МКАС является членом Международной федерации коммерческих арбитражных институтов (МФКАИ).

## Компетенция
По соглашению сторон в МКАС могут передаваться:
- споры из договорных и иных гражданско-правовых отношений, возникающие при осуществлении внешнеторговых и иных видов международных экономических связей;
- споры предприятий с иностранными инвестициями между собой, споры между их участниками, а также споры с другими субъектами права Российской Федерации.

Гражданско-правовые отношения, споры из которых могут быть переданы на разрешение Международного коммерческого арбитражного суда, включают, в частности, отношения по купле-продаже (поставке) товаров, выполнению работ, оказанию услуг, обмену товарами и (или) услугами, перевозке грузов и пассажиров, торговому представительству и посредничеству, аренде (лизингу), научно-техническому обмену, обмену другими результатами творческой деятельности, сооружению промышленных и иных объектов, лицензионным операциям, инвестициям, кредитно-расчетным операциям, страхованию, совместному предпринимательству и другим формам промышленной и предпринимательской кооперации.

## Правовой статус
Правовой статус МКАС определен Законом «О международном коммерческом арбитраже»от 7 июля 1993 года и Положением о МКАС, которое является Приложением 1 к указанному Закону.
Арбитражная оговорка МКАС, рекомендуемая для включения в коммерческие контракты 
«Все споры, разногласия или требования, возникающие из настоящего договора (соглашения) или в связи с ним, в том числе касающиеся его исполнения, нарушения, прекращения или недействительности, подлежат разрешению в Международном коммерческом арбитражном суде при Торгово-промышленной палате Российской Федерации в соответствии с его Регламентом».